# Copa El Salvador de fútbol playa 2022
La Copa El Salvador de fútbol playa 2022 fue una competición de fútbol playa organizada por el Instituto Nacional de Deportes de El Salvador (INDES) y Beach Soccer Worldwide con el apoyo de las FESFUT, en que participaron cuatro seleccionados nacionales de fútbol playa. Fue disputada del 14 al 16 de abril en Costa del Sol, El Salvador.

## Participantes
| Equipos participantes | Equipos participantes | Equipos participantes | Equipos participantes |
| --------------------- | --------------------- | --------------------- | --------------------- |
| El Salvador           | México                | Alemania              | Uruguay               |

## Sistema de disputa
El sistema de competencia del torneo es de todos contra todos, en el cual los equipos se enfrentan en una única oportunidad. El campeón se decide por la mayor cantidad de puntos obtenidos al finalizar las tres jornadas siguiendo las reglas que establecen las normativas para campeonatos internacionales: 3 puntos por partido ganado en tiempo regular, 2 puntos por partido ganado en prórroga, 1 punto por partido ganado en tanda de penaltis. En caso de empates en puntos se definirán las posiciones por la mayor diferencia entre goles anotados y goles recibidos de las selecciones empatadas, de persistir el empate se hará la definición por el encuentro particular entre las selecciones en disputa.

## Clasificación
| Pos. | Equipo          | Pts. | PJ | G | W+ | WP | P | GF | GC | Dif. | Clasificación |
| ---- | --------------- | ---- | -- | - | -- | -- | - | -- | -- | ---- | ------------- |
| 1    | El Salvador (H) | 7    | 3  | 2 | 0  | 1  | 0 | 12 | 8  | +4   | Campeón       |
| 2    | Uruguay         | 3    | 3  | 1 | 0  | 0  | 2 | 12 | 11 | +1   |               |
| 3    | Alemania        | 3    | 3  | 1 | 0  | 0  | 2 | 9  | 11 | −2   |               |
| 4    | México          | 3    | 3  | 1 | 0  | 0  | 2 | 9  | 12 | −3   |               |

 Fuente: fuente

## Fixture
| Fecha               | Lugar         |             |                        | Resultado      |                        |             |
| ------------------- | ------------- | ----------- | ---------------------- | -------------- | ---------------------- | ----------- |
| 14 de abril de 2022 | Costa del Sol | Mexico      | Bandera de México      | 4:3            | Bandera de Uruguay     | Uruguay     |
| 14 de abril de 2022 | Costa del Sol | Alemania    | Bandera de Alemania    | 1:4            | Bandera de El Salvador | El Salvador |
| 15 de abril de 2022 | Costa del Sol | Mexico      | Bandera de México      | 3:6            | Bandera de Alemania    | Alemania    |
| 15 de abril de 2022 | Costa del Sol | El Salvador | Bandera de El Salvador | 5:5 (4:3 pen.) | Bandera de Uruguay     | Uruguay     |
| 16 de abril de 2022 | Costa del Sol | Uruguay     | Bandera de Uruguay     | 4:2            | Bandera de Alemania    | Alemania    |
| 16 de abril de 2022 | Costa del Sol | El Salvador | Bandera de El Salvador | 3:2            | Bandera de México      | Mexico      |

## Campeón
| Bandera de El Salvador |
| Campeón El Salvador    |
| 1.° título             |

## Goleadores
| Jugador               | Selección   | Goles |
| --------------------- | ----------- | ----- |
| Exon Bladimir Perdomo | El Salvador | 5     |
| Nicolás Bella         | Uruguay     | 4     |
| Alexis Cristopher     | México      | 4     |
| Cesar Aimar Rivera    | El Salvador | 4     |
| Gastón Laduche        | Uruguay     | 3     |

## Premios y reconocimientos

### Goleador
| Jugador               | Selección   |
| Exon Bladimir Perdomo | El Salvador |
| --------------------- | ----------- |

### Guante de Oro
El galardón del «Guante de oro» fue otorgado por la organización al mejor portero del evento.
| Jugador                     | Selección |
| Antonio de Jesus Echeverría | México    |
| --------------------------- | --------- |

### Balón de Oro
El galardón del «Balón de Oro» fue otorgado por la organización al mejor jugador del torneo.
| Jugador            | Selección   |
| Cesar Aimar Rivera | El Salvador |
| ------------------ | ----------- |